# Florêncio (governador)
Florêncio (em latim: Florentius) foi um oficial romano do século IV, ativo durante o reinado do imperador Teodósio I (r. 378–395). Talvez era filho do cônsul homônimo. Segundo a oração XLVI do sofista Libânio, seu primeiro ofício foi como governador (presidente?) da Cilícia. Em ca. 392/393, é citado por Libânio como governador (consular) da Síria. Ele escreve uma oração contra sua opressão aos decuriões, advogados, sofistas e comerciantes, sua negociação com a multidão do teatro e sua construção extravagante. Talvez pode ser associado ao arconte citado na oração I de Libânio. Florêncio conhecia Roma e talvez foi levado para lá.